# إذاعة صوت الخليج
إنطلقت إذاعة صوت الخليج إف إم الساعة الثانية والدقيقة الثانية من ظهيرة يوم 2 فبراير 2002. ورؤيتها هي تكريس الهوية الفنية الخليجية ومنحها حضورا إعلاميا قويا بما تملكه من خصوصية غنية في عمقها التاريخي وهدفا هو الوصول إلى الأذن العربية في كل مكان وتوثيق التراث الثقافي \ الفني الخليجي بشكل حديث وراق يحترم العمق والخصوصية التي تمتاز بها هذه الثقافة، أما الشعار فكان يحمل [ الصوت صوتك ] الذي يعني الاقتراب الكامل من المستمع الكريم ومشاركته في الرؤية والهدف لهذا المشروع الإعلامي الكبير.. واكبت انطلاق إذاعة صوت الخليج إقامة مهرجان الدوحة للأغنية في دورته الثالثة وذلك بتاريخ 2-2-2002 م. ومنذ ذلك الوقت حدث تحول كبير في التعاطي مع الفن الخليجي بسبب التأثير الذي أحدثته إذاعة صوت الخليج لدى المستمع الخليجي والعربي.

## موجات البث
بدأت إذاعة صوت الخليج البث على تردد 100.8 ميجاهرتز ومن ثم تمت إضافة عدد من الترددات في الدوحة وفي بعض المدن العربية والعالمية.

يمكن سماع إذاعة صوت الخليج على عشرة ترددات مما يعني أنها وصلت إلى مساحات كبيرة وإلى عواصم وشعوب عربية تستمع لبثها اليومي بأحدث التقنيات ومن هذه الأماكن والترددات :
- الدوحة : 99, 100.8
- المنامة : 94.4
- أبوظبي : 105.2
- مسقط : 107.7
- بغداد: 95
- البصرة : 98.7
- لندن : 12 A digital 558 AM
- الكويت: 102.4
- إستانبول : 99.4

وهناك خطط لتوسيع رقعة البث لتشمل مدنا عربية وأجنبية أخرى.

## برامج صوت الخليج
كثير من البرامج قدمتها إذاعة صوت الخليج على مدى سنواتها العشر ومنها ( سهرة خاصة، طربيات, آمر تدلل، الجلسات الحصرية ) وتركز هذه البرامج على مسيرة الغناء الخليجي والعربي والتعريف بروّاده وتقدم نماذج من تسجيلات صوت الخليج الخاصة وكذلك آخر ما يطرح في سوق الكاسيت من الإنتاج الحديث من الأغاني.

### للشعر فيض
خصصت صوت الخليج برنامجا أسبوعيا يُعنى بالشعر [فيض المشاعر] ويقدم نماذج من الإبداع الشعري الخليجي ويقدم الفرصة للمواهب الشعرية الشابة لإطلاق مواهبها وعصارة إبداعها ويتلقى أسبوعيا وعلى الهواء مباشرة في التاسعة والنصف من مساء كل اثنين فيضا من قصائد مستمعين شعراء لإثراء الساحة الشعرية بإبداعات جديدة.

### شوت
الرياضة لها اهتمام خاص في إذاعة صوت الخليج لمواكبة الزخم الرياضي الذي تعيشه قطر في كل الميادين الرياضية، سواء على المستوى المحلي أو الإقليمي أو العربي أو العالمي، لذلك أنشأت قسما مختصا بالرياضة لتقديم البرامج المواكبة للأحداث الرياضية، ولتغطية البطولات على المستويين الداخلي والخارجي، كما خصصت نشرة رياضية يوميا في التاسعة مساء.

### تكريم الرموز
خصصت إذاعة صوت الخليج حلقات خاصة احتفالا بذكرى النجوم الكبار الذين أثروا ساحة للاغنية العربية ووثقت لهم أهم أعمالهم مع تقديم محطات من حياتهم مثل طلال مداح وذكرى ورباب وفيصل علوي وحمد الطيار. تفخر إذاعة صوت الخليج بأنها تمتلك أحدث الجلسات التي سجلها الفنانون لصالحها وتفخر الإذاعة بأنها تمتلك هذا الكنز الكبير من الإنتاج الفني لهم، فكانت صوت الخليج آخر محطاتهم الفنية والإعلامية.

### الصوت صوتك
سعت صوت الخليج بكل اهتمام لاكتشاف الأصوات الغنائية والشعرية الجديدة من خلال برنامج (الصوت صوتك) الذي يذاع على الهواء مباشرة في التاسعة والنصف من مساء كل يوم سبت. إلى جانب تقديم برامج لها الهدف ذاته من اكتشاف للمواهب مثل الصوت الذهبي الذي قدم عددا من الأصوات المميزة.

### تسمو بروح الأوفياء
اليوم الوطني لدولة قطر هو يوم فرح إذاعي مفتوح على أثير إذاعة صوت الخليج، يوم الثامن عشر من ديسمبر يوم استثنائي حيث تبث الأغاني الوطنية والقصائد وتهاني المستمعين والمسؤولين لتكون الإذاعة جسر محبة وتواصل بين الجميع للتعبير عن لحظة الفرح الكبرى ولحظة الحب للوطن الغالي.

### خليجنا واحد
اهتمت إذاعة صوت الخليج أيضا بالمناسبات الوطنية في دول مجلس التعاون الخليجي, وتحتفل في بث مباشر عند كل مناسبة وطنية لإحدى دول مجلس التعاون,حيث تتلقى التهاني وتسلط الضوء على الإنجاز الحضاري والثقافي لكل دولة.. لتكريس مفهوم صوت الخليج شعارا وفعلا.

ومن أجل تكريس المسمى أيضا استقطبت إذاعة صوت الخليج كذلك عددا من المبدعين الخليجيين الذي ساهموا في تقديم برامج ضمن خريطتها وغالبا ما يكون هؤلاء ممن لهم التأثير الكبير في محيطهم الفني والإعلامي، ومثال على ذلك السعوديون : الراسية وعدنان الدخيل وسعود الدوسري ومسفر الدوسري و علي عسيري والبحريني خالد الشيخ و علي القطان والإماراتي عبدالله إسماعيل والعراقي سيف صلاحوغيرهم الكثير.

### رمضان صوت الخليج
لهذا الشهر المبارك خصوصية في خارطة صوت الخليج حيث نجدها تزخر بالفقرات والبرامج الدينية المنتجة من قبل إذاعة صوت الخليج، وقد اختارت أسلوب المختصر والمفيد من البرامج والفقرات، بالإضافة إلى البرامج الترفيهية والمسابقات التي تذاع في ليالي الشهر الفضيل بأسلوب قريب من روح الشباب الذين استهدفتهم الإذاعة على وجه الخصوص ونجحت في الاقتراب منهم ومن إيقاع حياتهم وكذلك سجلت للعديد من العلماء الأفاضل الأحاديث والحوارات الهادفة إلى توعية جيل الشباب بكل مايخص أمور دينهم ودنياهم وركزت في وقت الصوم جلّ برامجها لهذه المناسبة الكريمة.

## أصوات صوت الخليج
هذه الإذاعة منذ انطلاقتها وهي تعتمد أولا وأخيرا على كل جهود الشباب والفتيات القطريين والقطريات الذين خاضوا فترات تدريب متنوعة حتى وصلوا إلى هذا المستوى اللائق، كما تعاونت الإذاعة مع الجزيرة للتدريب وإذاعة فرنسا الدولية ودورات تدريبية مكثفة على أيدي إعلاميين متخصصين، مما جعل لصوت الخليج كادرا من المذيعين والمذيعات والمعدين والمعدات والفنيين والمنسقين والمنسقات ومختلف الكوادر الإدارية والفنية المؤهلة.

ومن ضمن الأصوات التي اشتهرت بها إذاعة صوت الخليج ومازالت تقدم جهدها حتى هذه الفترة : 
عبدالسلام جاد الله – سعيد عوجان - محمد المري – شايعه الفاضل – روضة إبراهيم – رجاء سلمان - عادل عبدالله – راشد المهندي – علي المسلماني - فهاد الشمري - سلسبيل زايد – أسماء جابر – محمد مال الله – دينا بو شنب- أمينة البلوشي - علي المري – والفنان إبراهيم حبيب.

## الإعلام ينصفنا
حظيت إذاعة صوت الخليج منذ انطلاقتها بدعم إعلامي كبير نظرا لما تتمتع به من مصداقية ووهج دائم وما تمتاز به من أفكار متجددة في سماء الفن والثقافة، مما جعل الصحافة الخليجية والعربية تتابع الكثيرمن النجاحات والتميز الفني الذي قدمته عبر برامجها وحواراتها وتسجيلاتها، وكذلك تابعت المواقع الاليكترونية ما تنتجه الإذاعة من إبداعات فنية وحظيت صوت الخليج في أغلب الاستفتاءات التي تقوم بها الصحافة العربية بنجاحات كبيرة مقارنة بزميلاتها من الإذاعات المتخصصة وكانت تستأثر بنصيب الأسد من اختيارات المستمعين والمتابعين على مدى سنوات عديدة.

## الحضور الدائم
ساهمت الإذاعة الرائدة في رعاية الكثير من الأحداث الرياضية والفنية بشكل مؤثر، وكانت حاضرة في العديد من المناسبات التي تمر على دولة قطر ودول الخليج العربي , وعلى سبيل المثال رعايتها لخليجي 17 وتغطيتها المباشرة لبطولات الخليج لكرة القدم من مكان الحدث وتغطيتها المباشرة حال إعلان الحدث الرياضي التاريخي بفوز قطر بتنظيم كأس العالم 2022 من مكان الحدث وكذلك مساهمتها في احتفالية الموعد الثاني في الحي الثقافي - كتارا – و من الفعاليات التي واكبت انطلاقة صوت الخليج وما زالت الإذاعة مستمرة في متابعة دوراته كاملة هو مهرجان الدوحة للأغنية الذي تخصص له الإذاعة أيام بث كاملة ترافق جميع تفاصيله وتنقل الحدث الفني الكبير أولا بأول.

## SKR.FM
موقع صوت الخليج الألكتروني ومن خلاله يمكن للمستمع سماع البث المباشر للإذاعة والاستماع إلى بعض الأغاني والجلسات من أرشيف صوت الخليج، ومتابعة برامج الإذاعة المختلفة ومعرفة جدول البرامج اليومي ومواعيد الإعادة، كذلك يمكن للمستمع من خلال الموقع إرسال الأغاني التي يحب سماعها ويتم بثها مباشرة عبر البرامج اليومية.

## على صوت الخليج حصريــّا
استضافت إذاعة صوت الخليج نجوم الطرب من الخليج والعالم العربي وسجل الفنانون أغاني حصرية لصوت الخليج، وتحرص الإذاعة على تجديد الأغاني التراثية والكلاسيكية لرموز الغناء الخليجي وتقديمها بأصوات جديدة ومميزة ذات قدرات فنية يشهد لها العارفون في مجال الفن وبذلك يتم توثيق تلك الأعمال الكبيرة بتقنية صوتية حديثة حرصا على إيصالها للأجيال الجديدة وإعادة إحيائها في ذاكرة المستمعين بأسلوب شرقي مبسط يعتمد على الآلات الموسيقية للتخت الشرقي مما أعطاها نكهة خاصة محببة، هذا إلى جانب تسجيل جديد نجوم الغناء من أعمال يعاد طرحها بأسلوب الجلسات الخاصة بصوت الخليج لتأخذ بعدا آخر من الانتشار لدى الناس،
وقد دأبت اذاعة صوت الخليج عبر برنامجها الشهير [ سهرة خاصة ] على استقطاب الكثير من الأسماء الشهيرة في عالم الفن والثقافة والرياضة ولذا نجد التنوع الكبير الذي تمت مراعاته، فهناك أسماء لنجوم شهيرة في عالم الفن وأصوات جديدة شابة ما زالت تتلمس درب النجاح، وتفتح لها صوت الخليج ذلك الدرب، ومن ناحية أخرى استضافت أسماء فنية كانت لها الريادة في الأغنية الخليجية وعايشت فترة التأسيس من شعراء وملحنين لهم بصمتهم المميزة في سجل الأغنية الخليجية ونجد في جانب آخر نجوم الرياضة من المشاهير الذين لمعت أسماؤهم في ملاعب الكرة ومسؤولي الرياضة في دول الخليج العربي ممن كان لهم الدور المهم في قيادة الحركة الرياضية.